# Пинту да Фонсека, Мануэл
Мануэ́л Пи́нту да Фонсе́ка (порт. Manuel Pinto da Fonseca; 24 мая 1681, Ламегу — 23 января 1773, Валлетта) — 68-й великий магистр Мальтийского ордена (1741—1773).

## Биография
Мануэл Пинту да Фонсека родился в Португалии, в дворянской семье. Отцом его был алкайд Мигел Алвару Пинту да Фонсека. Вплоть до своего избрания в гроссмейстеры Мальтийского ордена 18 января 1741 года Мануэл был одним из братьев-рыцарей кастильского «языка» (отделения) этого ордена.

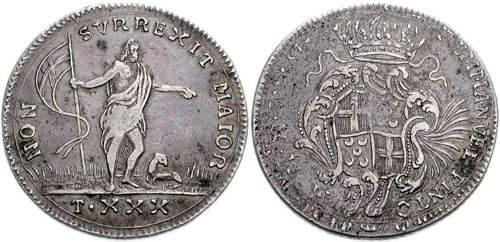
Серебряная монета номиналом в 30 тари, отчеканенная в годы правления Мануэла Пинту да Фонсеки

В 1749 году, 29 июня, был раскрыт заговор рабов-мусульман на Мальте. Восстание рабов было подавлено в самом зародыше, а 29 июня с тех пор отмечалось ежегодно как национальный праздник.
При Мануэле Пинту да Фонсеке было закончено строительство корпуса для кастильского «языка» ордена Auberge de Castille et Leone, начатое ещё в 1574 году и являющееся по сей день одной из архитектурных достопримечательностей Валлетты. Как великий магистр и глава государства-ордена, Мануэл П. да Фонсека уделял большое значение развитию культуры и искусств на Мальте. В годы его правления на Мальтийских островах был открыт государственный университет всеобщих знаний, ныне это Университет Мальты. Во внешней политике да Фонсека поддерживал дружественные отношения с правящими в Европе монархиями, в то же время он увеличил и модернизировал орденскую армию. В 1768 году да Фонсека изгоняет из Мальты иезуитов и закрывает на острове иезуитский Collegium Melitense, заменив его университетом.
Мануэл Пинту да Фонсека был близким другом известного мистификатора, авантюриста и алхимика Алессандро Калиостро.